# Молодило
Молодило (Sempervivum) — рід сукулентих рослин родині товстолистих (Crassulaceae).

## Народні назви

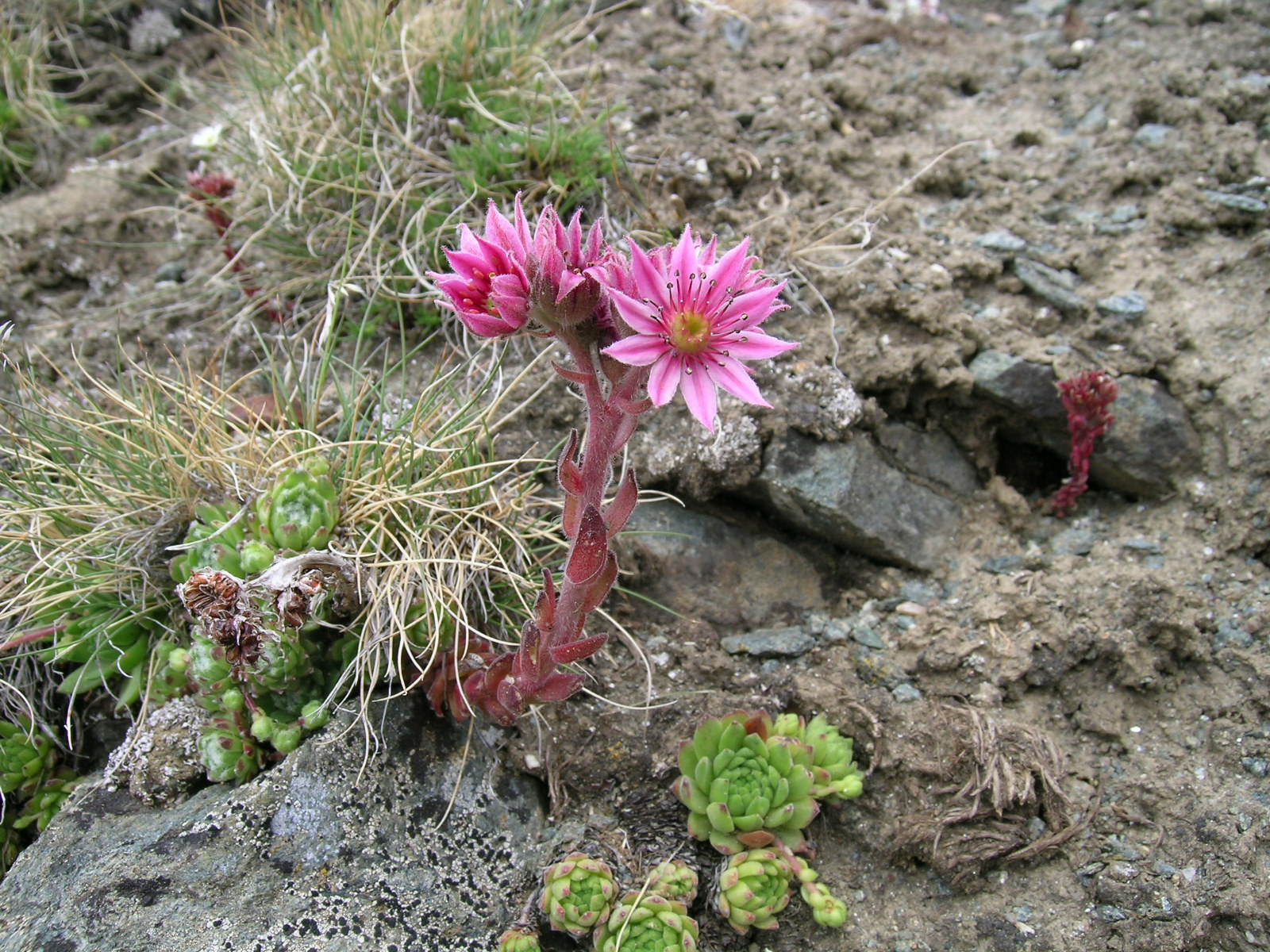
Молодило гірське (Sempervivum montanum)

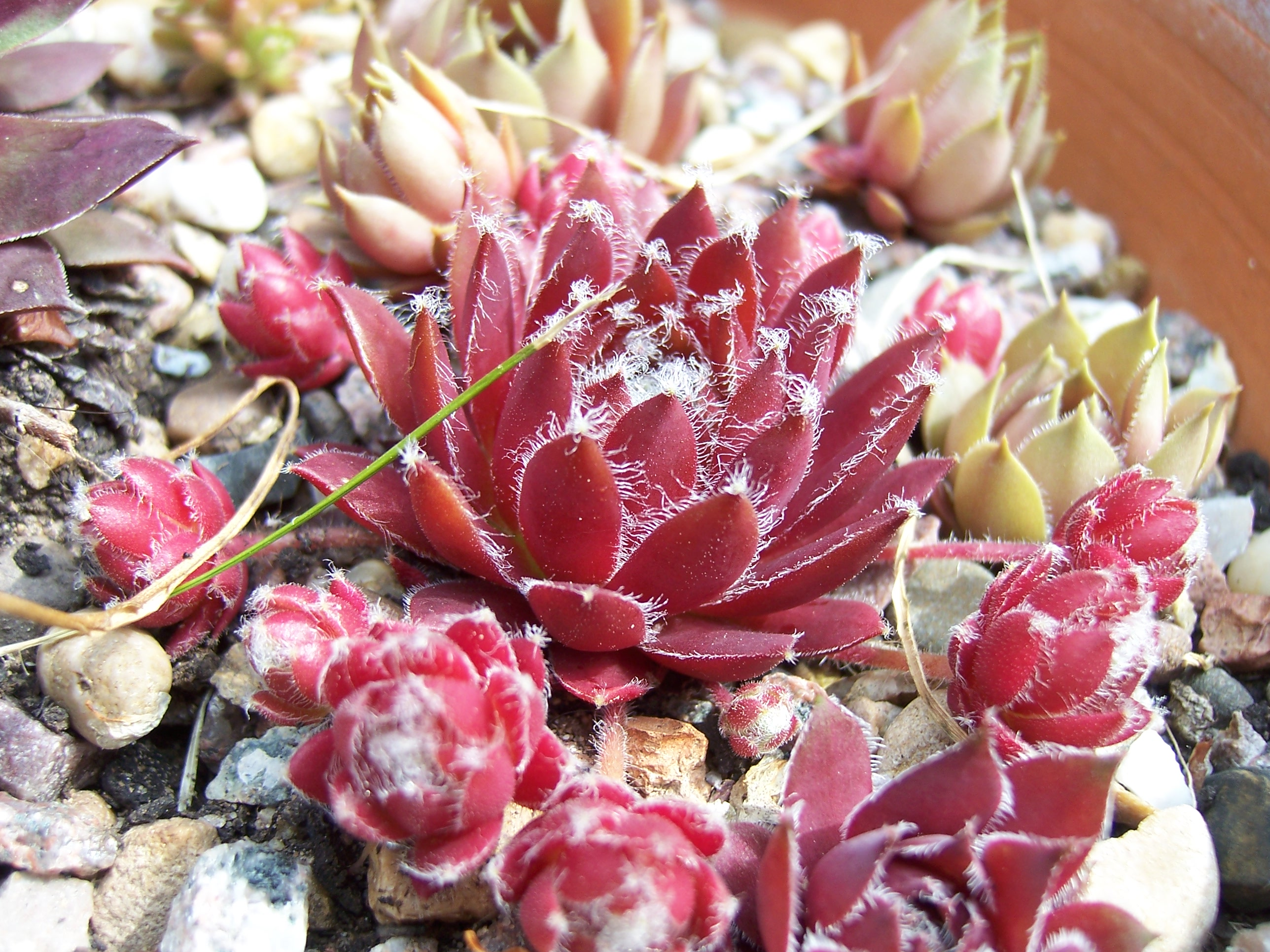
Червонолистий сорт молодила

Молодило, крім латинської назви «завжди живий», має ще й народні назви — «кам'яна троянда» і «заяча капуста». Вони досить точно характеризують цю незвичайну рослину. Французи називають її «бородою Юпітера», англійці — «квочкою з курчатами».

## Біоморфологічна характеристика
Молодило зростає як скупчення багаторічних вічнозелених соковитих рослин. Розмір сферичної або напівсферичної розетки листя — від 0,5 см у Sempervivum arachnoideum або globiferum і до 22 см у Sempervivum grandiflorum, але найчастіше 3-6 см. Листки чергові, м'ясисті, соковиті, зібрані на неплідних пагонах у густі, майже кулясті прикореневі розетки. Квітки 6—20-членні, правильні, двостатеві, жовтуваті, рожеві або пурпурові в щиткоподібно-волотистих суцвіттях. Плід — листянка. Під час цвітіння молодило випускає квітконіс розміром від 3 см (Sempervivum minutum) до 50 см (Sempervivum tectorum) заввишки, але зазвичай від семи до двадцяти сантиметрів заввишки.

## Систематика
Розрізняють близько 40 видів, що входять до двох секцій — Jovibarba і Sempervivum. У деяких джерелах Jovibarba (укр. Борідник) розглядають як окремий рід.

## Поширення

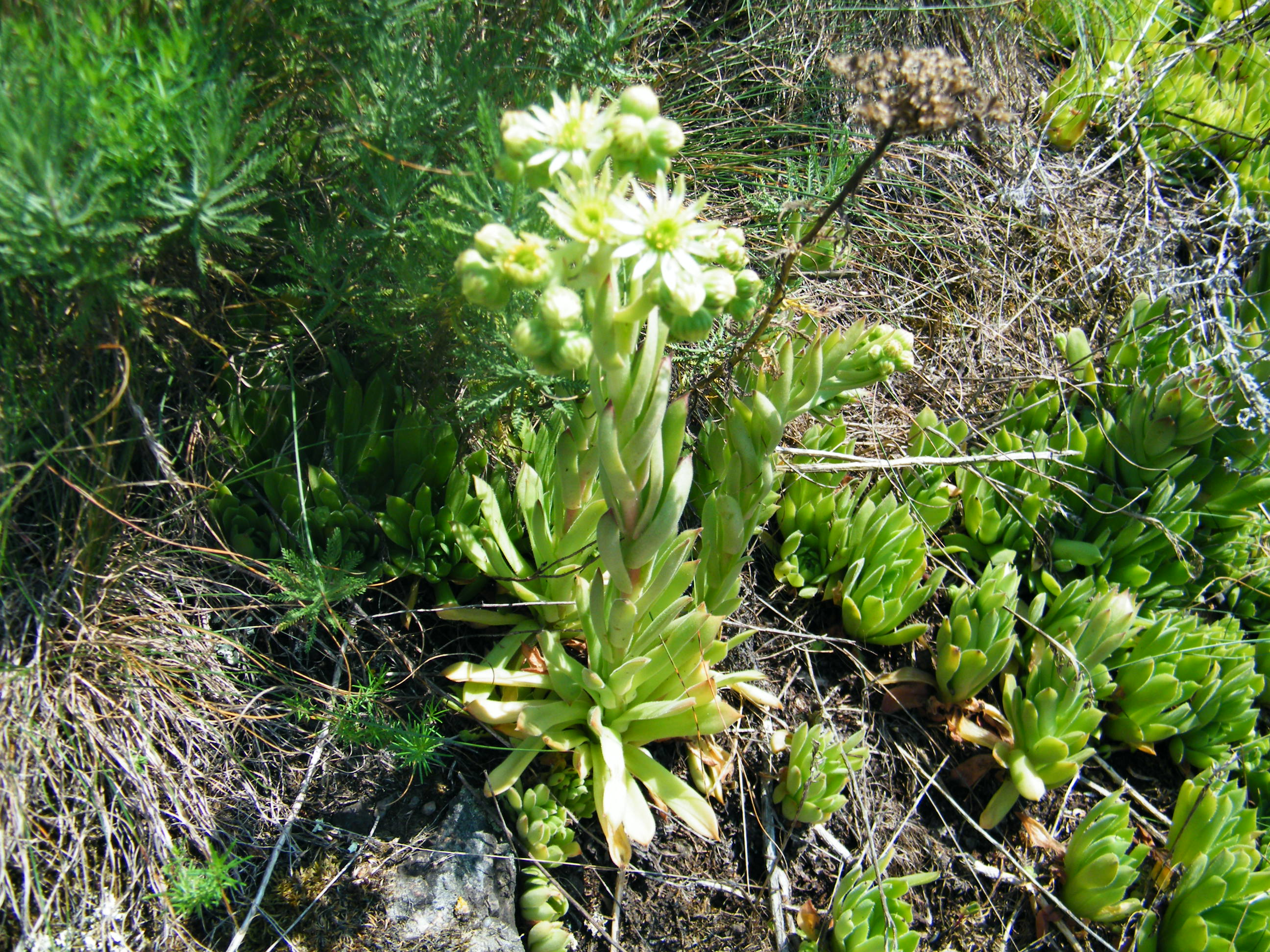
Молодило руське в Національному природному парку «Бузький Гард»

Батьківщина молодила — гори Південної та Центральної Європи, Кавказу та Малої Азії. Ростуть здебільшого в горах — на скелях, рідше — на пісках. 

### Поширення в Україні

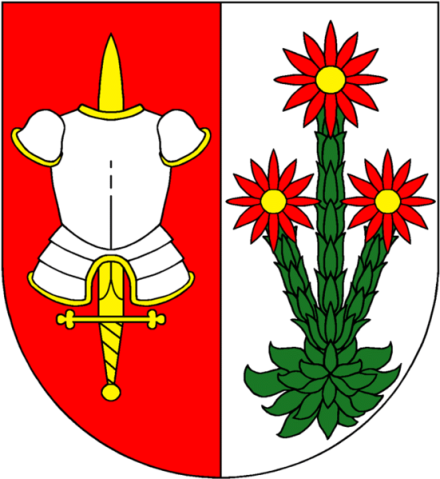
Молодило на гербі муніципалітету Германіце (Heřmanice) у Чехії

В Україні — 4 види, серед яких найпоширенішим є молодило руське (Sempervivum ruthenicum). Зростає в соснових лісах, на пісках, скелях; на Поліссі — зрідка, в Лісостепу і в північній частині Степу — частіше. Молодила гірське (Sempervivum montanum) і мармурове занесені до Червоної книги України. Також до Червоної книги України входять Борідник шерстистоволосистий (Jovibarba hirta (L.) Opiz) і Борідник паростковий (Jovibarba sobolifera (Sims.) Opiz). Борідник (Jovibarba) згідно з сучасною систематикою включений як секція до роду Молодило (Sempervivum). То ж Jovibarba sobolifera (Борідник паростковий) є синонімом Sempervivum globiferum L. (укр. Молодило кулясте), а Jovibarba hirta (L.) Opiz (Борідник шерстистоволосистий) є синонімом Sempervivum globiferum subsp. hirtum (L.) 't Hart & Bleij (укр. Молодило кулясте, підвид шерстистоволосисте). В україномовній літературі описується лікарська рослина Sempervivum soboliferum (укр. Молодило звичайне, або паросткове), що також є синонімом Sempervivum globiferum L.
Молодило, як і всі сукуленти, справжній спартанець: його не лякає літня спека, не потребує зимового вкриття, стійко витримує всі примхи погоди. Найкомфортніше рослина почувається на сонячних місцях та бідних супіщаних, багатих вапном, добре дренованих ґрунтах. За таких умов молодило утворює прекрасний килим з «кам'яних троянд».
Головний ворог молодила — надлишок вологи. Особливо небезпечна вона взимку: накопичується в розетках рослин і може призвести до їх загибелі. У зв'язку з цим деякі спеціалісти рекомендують робити на зиму сухі укриття. Щоправда, звичайні укривні матеріали: хвоя, листя і стебла кукурудзи — призводять до випрівання рослин.

## Застосування

### Декоративне використання

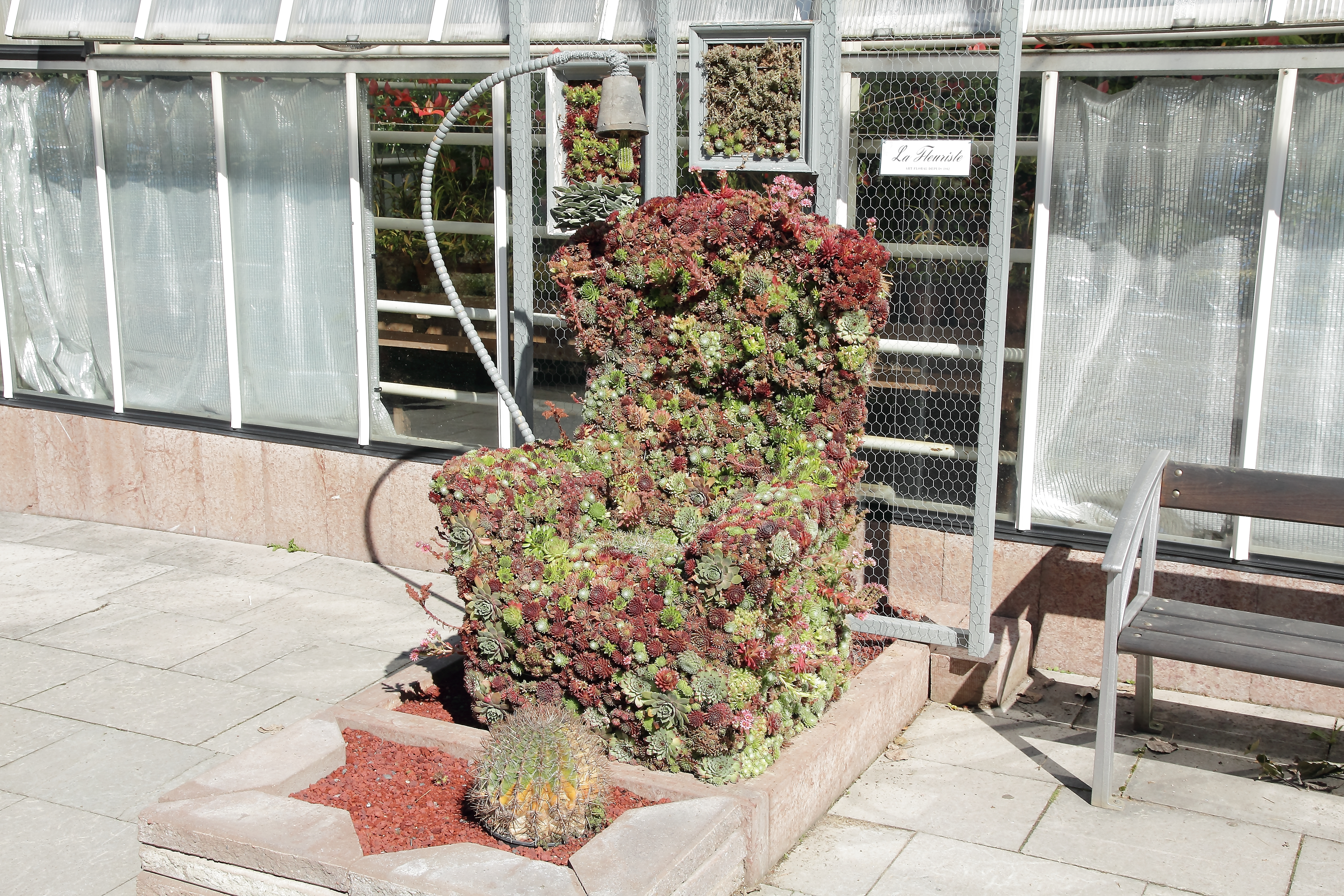
Композиція з молодил в Гетеборзькому ботанічному саду

Деякі види вирощують як декоративні. Виведено близько 3000 сортів. Серед них є і такі, що успішно зимують у наших умовах.
Молодило покрівельне (Sempervivum tectorum) — найпопулярніший вид у квітникарів. У давній Європі цими рослинами засаджували покрівлі будинків, аби захистити їх від ударів блискавки. Звідси й така назва. Його саджали на даху тому, що цю рослинку було присвячено древньому богу грому і блискавки — Тору, люди вірили, що страшний бог не буде метати свої блискавки на дахи будинків, де росте присвячена йому рослина.

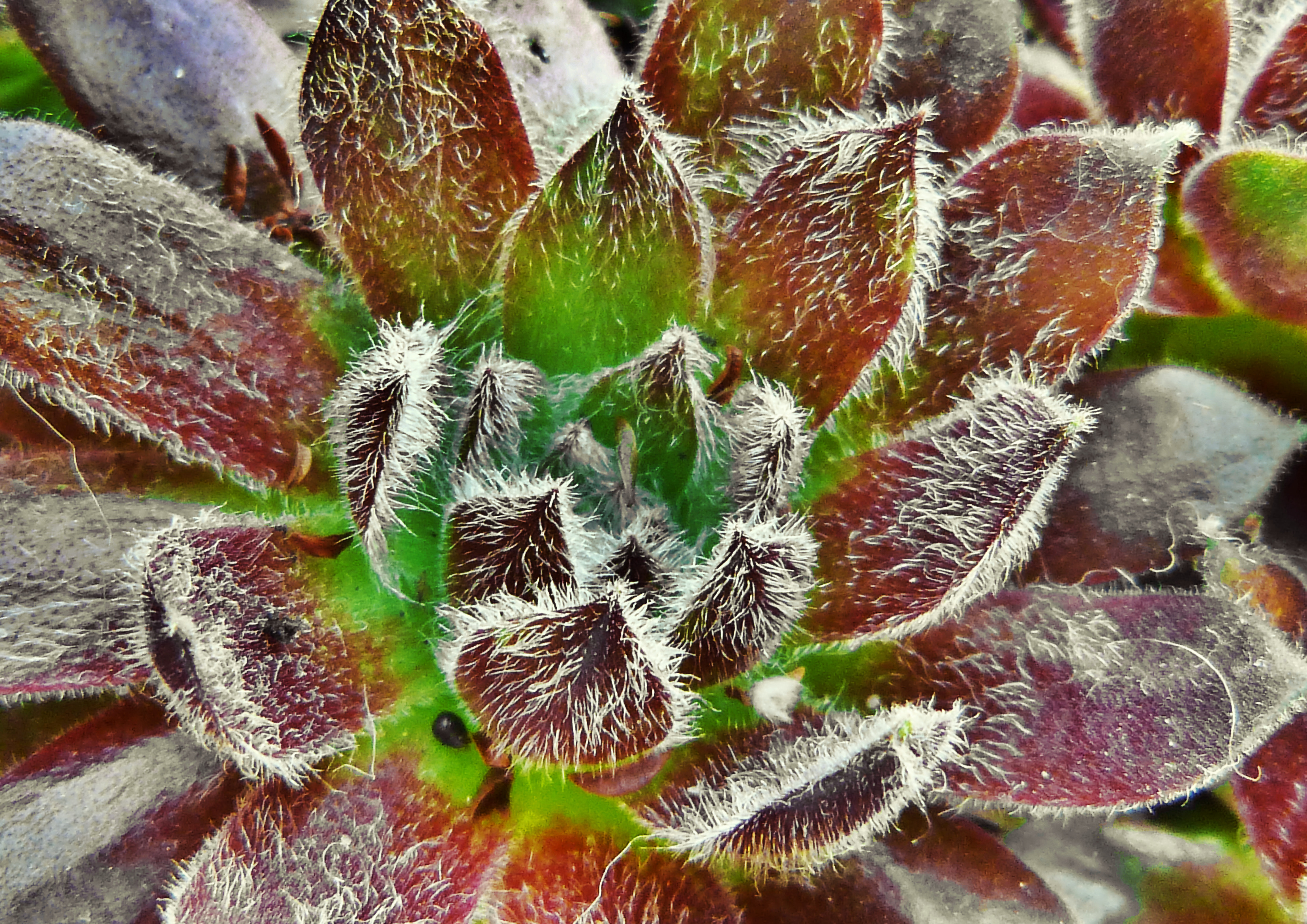
Декоративний сорт молодила

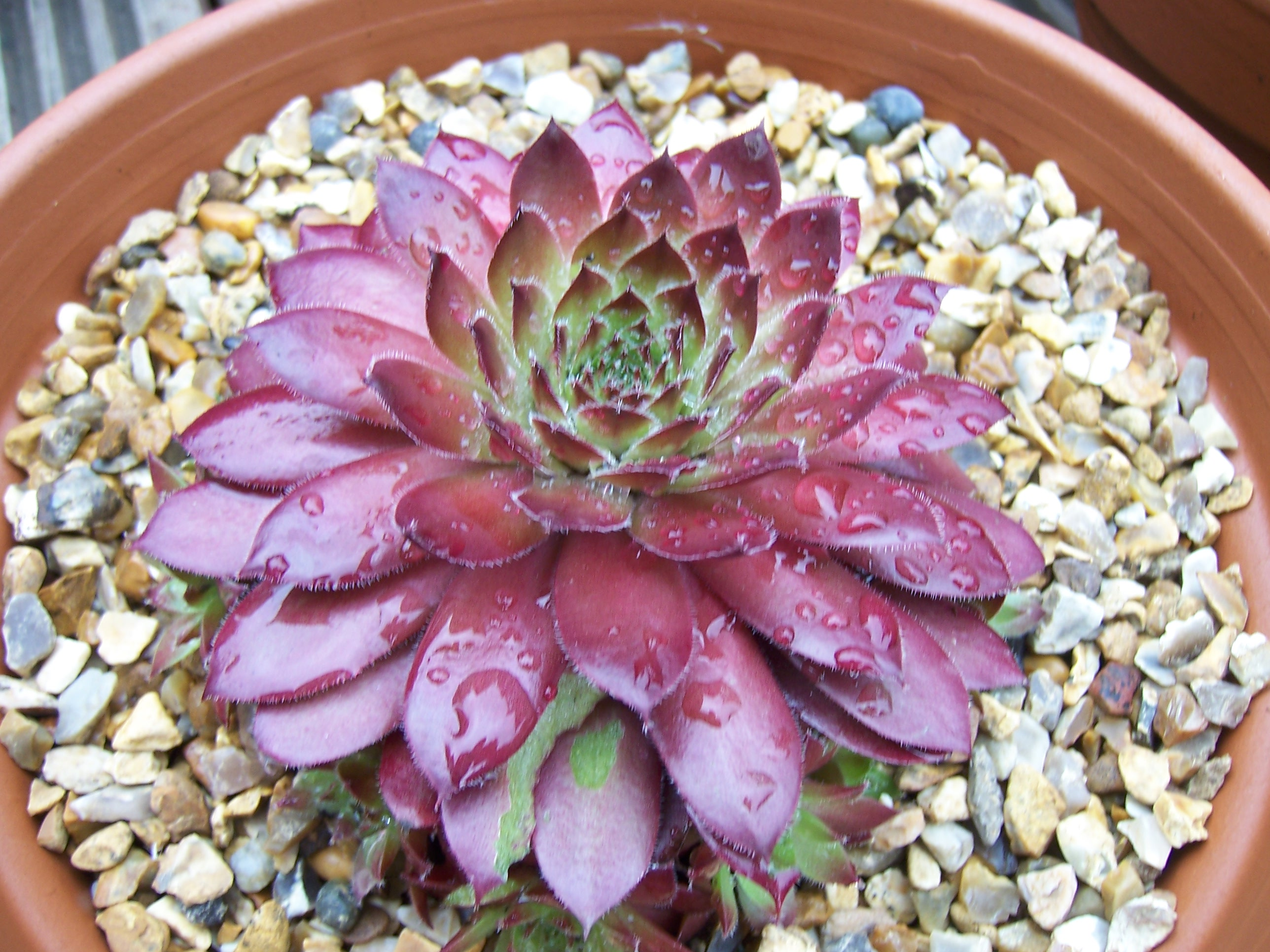
Молодило сорту 'Rubin'

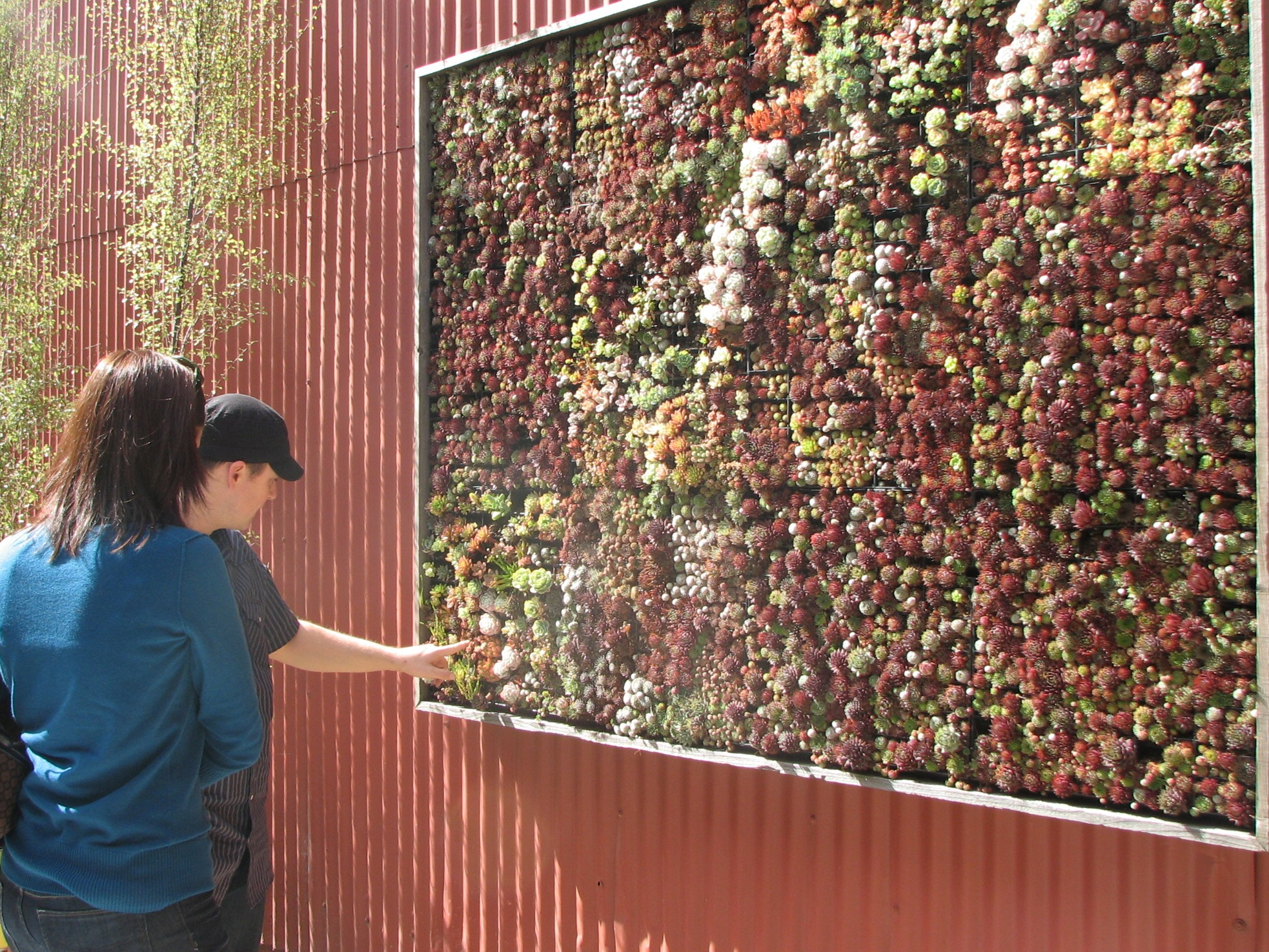
Жива стінка із сукулентів. Складена, зокрема, із молодила з ечеверіями і товстянками

Цей вид став первинним матеріалом для селекціонерів: на його основі виведено багато сортів різних кольорів. Розетки у молодила можуть бути чисто-зеленими, голубими, темно-фіолетовими. Існують сорти з двокольоровим листям: рожево-пурпуровим, зеленим з червоними кінчиками. З кожним роком з'являються все нові і нові сорти з різноманітними відтінками.
Молодило широко використовують у дизайні садиби, зокрема висаджують з південного боку альпійської гірки. Є і такі аматори, які створюють незвичайні живі картини із сотень розеток молодила.
Мініатюрні та інші види молодила з успіхом вирощують і в кімнатах. Серед них Sempervivum arachnoideum (молодило павутинисте), Sempervivum tectorum (молодило покривельне), Sempervivum marmoreum (молодило мармурове), Sempervivum atlanticum (молодило атлантичне), Sempervivum wulfenii (молодило Вульфена) та інші.
Розетка молодила зацвітає через кілька років після посадки, після чого відмирає, залишаючи декілька дочірніх розеток.
Молодило вирощують в яскраво освітленому місці. Як ґрунт можна використовувати суміш з листяної землі і піску у пропорції 2:3. Полив влітку помірний, взимку рідкий. Узимку в період спокою утримують при 5-10 °C.

### У харчуванні
Здавна в селах навесні з нього варили перші щі.
Розетки листя молодила за смаком нагадують брюссельську капусту.

## Розмноження
Розмножується молодило дочірніми розетками і досить рідко насінням. Більшість видів молодила — монокарпіки, тобто цвітуть лише один раз у житті: після достигання насіння материнська розетка відмирає. Але до того часу навколо неї утворюються численні молодші розетки.
Дочірні розетки садять акуратно розкладаючи на перекопаний ґрунт і притискаючи. Рекомендують виконувати це восени або весною. Розмножують також стебловими або листковими живцями.

## Види
1. Sempervivum altum Turrill
2. Sempervivum annae Gurgen.
3. Sempervivum arachnoideum L.
4. Sempervivum armenum Boiss. & A.Huet
5. Sempervivum artvinense Muirhead
6. Sempervivum atlanticum (Ball) Ball
7. Sempervivum atropatanum J.Parn.
8. Sempervivum borissovae Wale
9. Sempervivum brevipilum Muirhead
10. Sempervivum calcareum Jord.
11. Sempervivum caucasicum Rupr. ex Boiss.
12. Sempervivum cernochii Niederle
13. Sempervivum charadzeae Gurgen.
14. Sempervivum ciliosum Craib
15. Sempervivum davisii Muirhead
16. Sempervivum dolomiticum Facchini
17. Sempervivum dzhavachischvilii Gurgen.
18. Sempervivum ekimii Karaer
19. Sempervivum ermanicum Gurgen.
20. Sempervivum gillianii Muirhead
21. Sempervivum glabrifolium Boriss.
22. Sempervivum globiferum L.
23. Sempervivum grandiflorum Haw.
24. Sempervivum herfriedianum Neeff
25. Sempervivum heuffelii Schott
26. Sempervivum ingwersenii Wale
27. Sempervivum iranicum Bornm. & Gauba
28. Sempervivum ispartae Muirhead
29. Sempervivum kosaninii Praeger
30. Sempervivum leucanthum Pančić
31. Sempervivum marmoreum Griseb.
32. Sempervivum minus Turrill ex Wale
33. Sempervivum minutum (Kunze ex Willk.) Nyman ex Pau
34. Sempervivum montanum L.
35. Sempervivum ossetiense Wale
36. Sempervivum pisidicum Pesmen & Güner
37. Sempervivum pittonii Schott, Nyman & Kotschy
38. Sempervivum pumilum M.Bieb.
39. Sempervivum riccii Iberite & Anzal.
40. Sempervivum ruthenicum Schnittsp. & C.B.Lehm.
41. Sempervivum soculense D.Donati & G.Dumont
42. Sempervivum sosnowskyi Ter-Chatsch.
43. Sempervivum staintonii Muirhead
44. Sempervivum tectorum L.
45. Sempervivum transcaucasicum Muirhead
46. Sempervivum vicentei Pau
47. Sempervivum wulfenii Hoppe ex Mert. & W.D.J.Koch

## Галерея

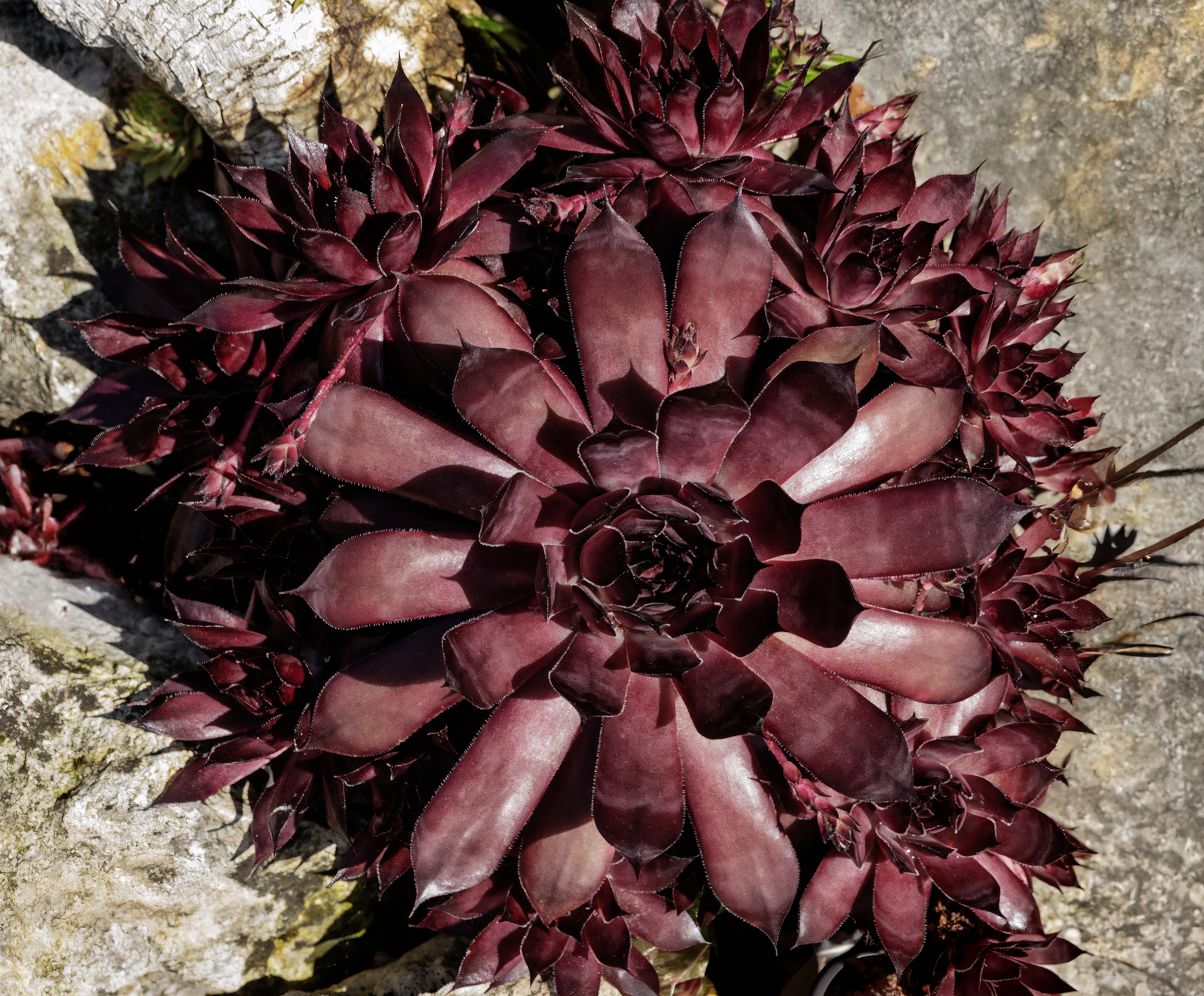
Sempervivum 'Borscht'
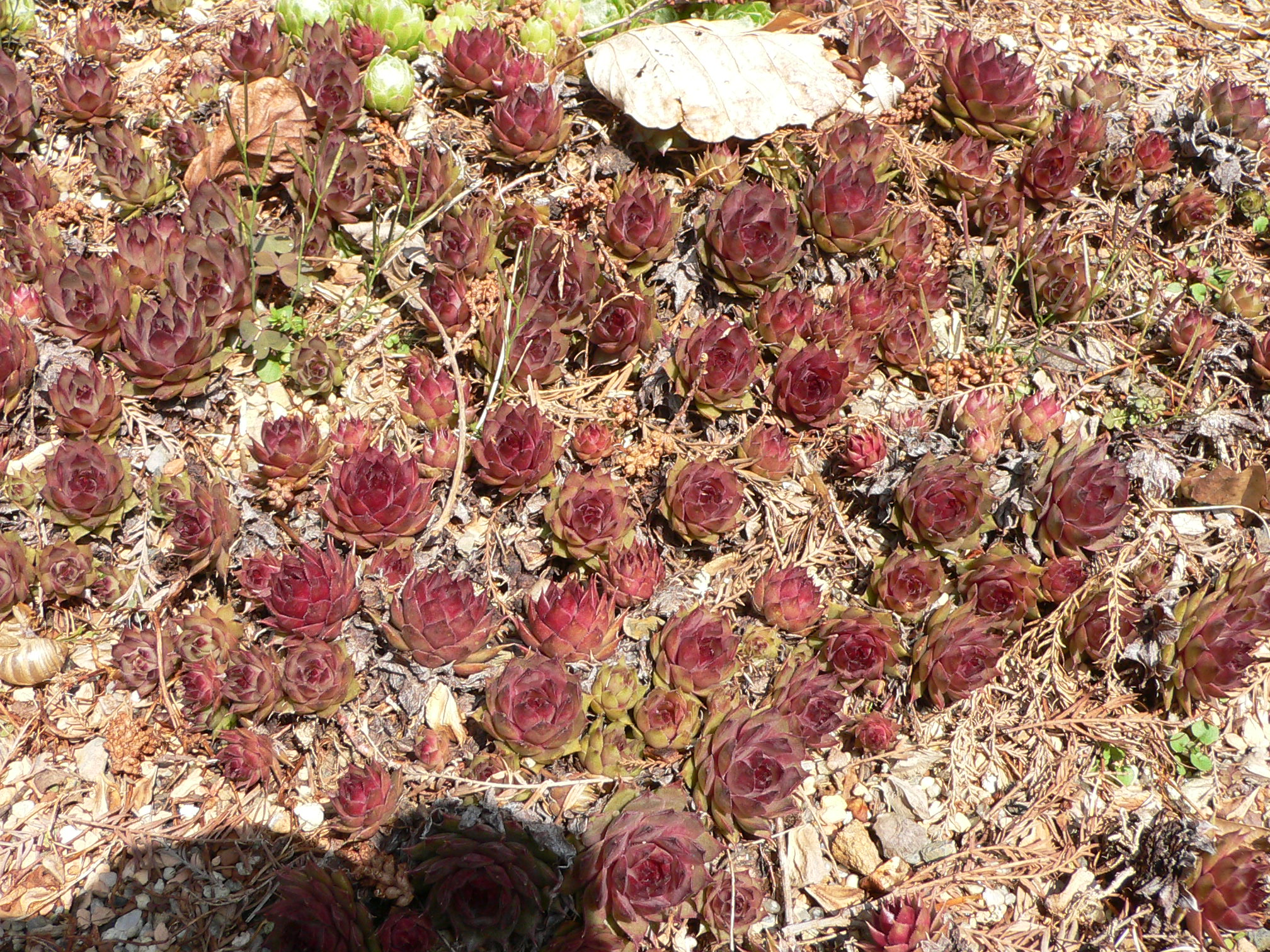
Sempervivum Red Beauty
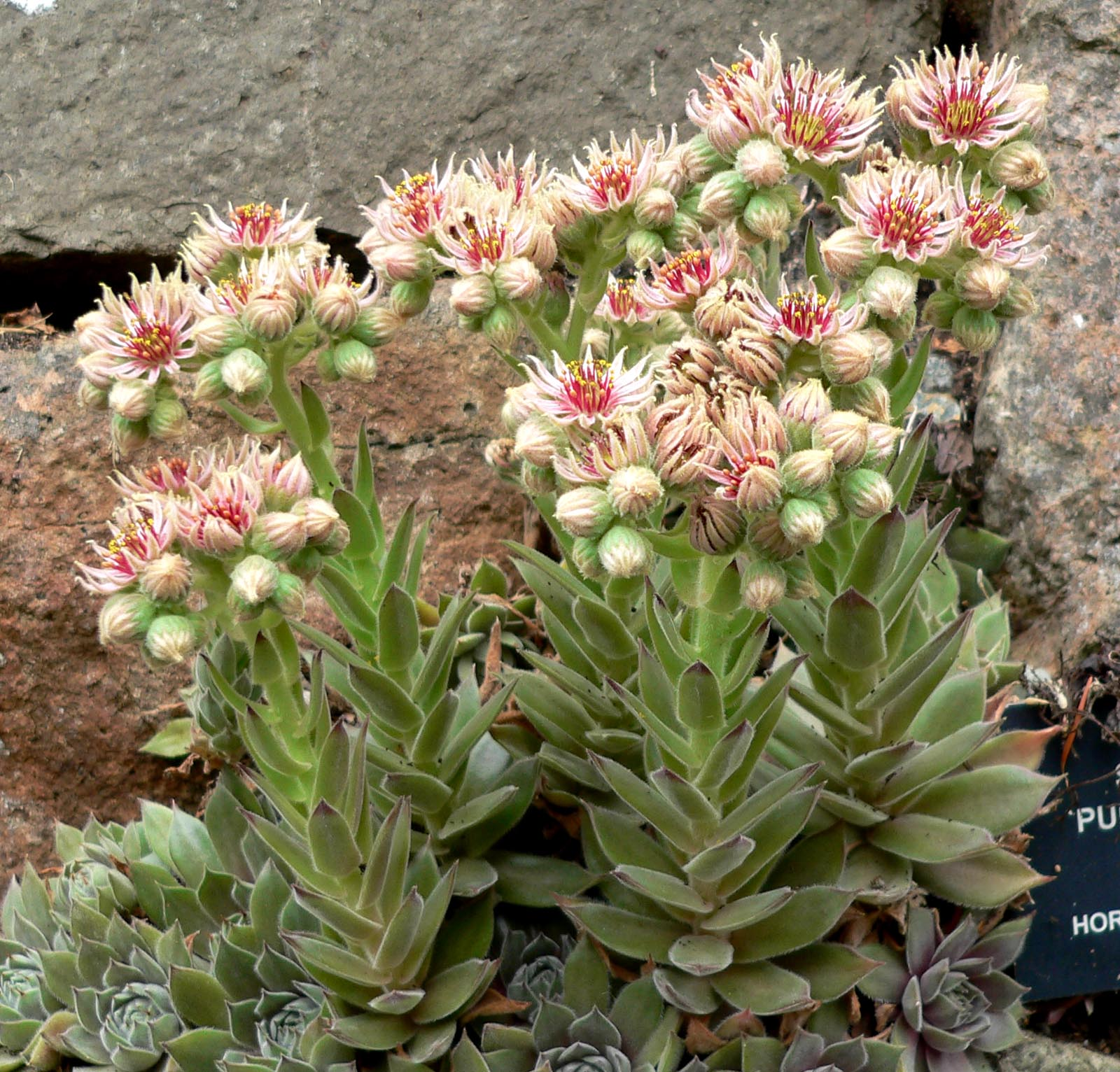
Sempervivum Purdys
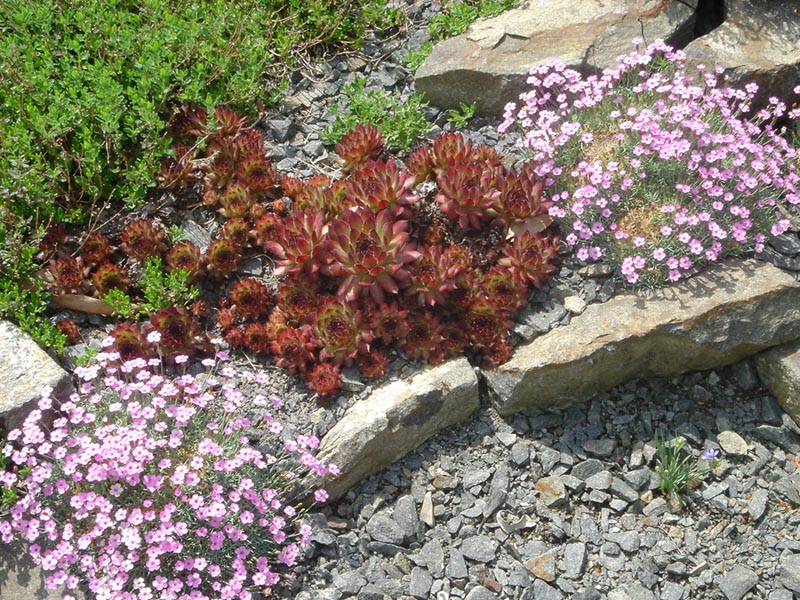
Sempervivum marmoreum 'ornatum'
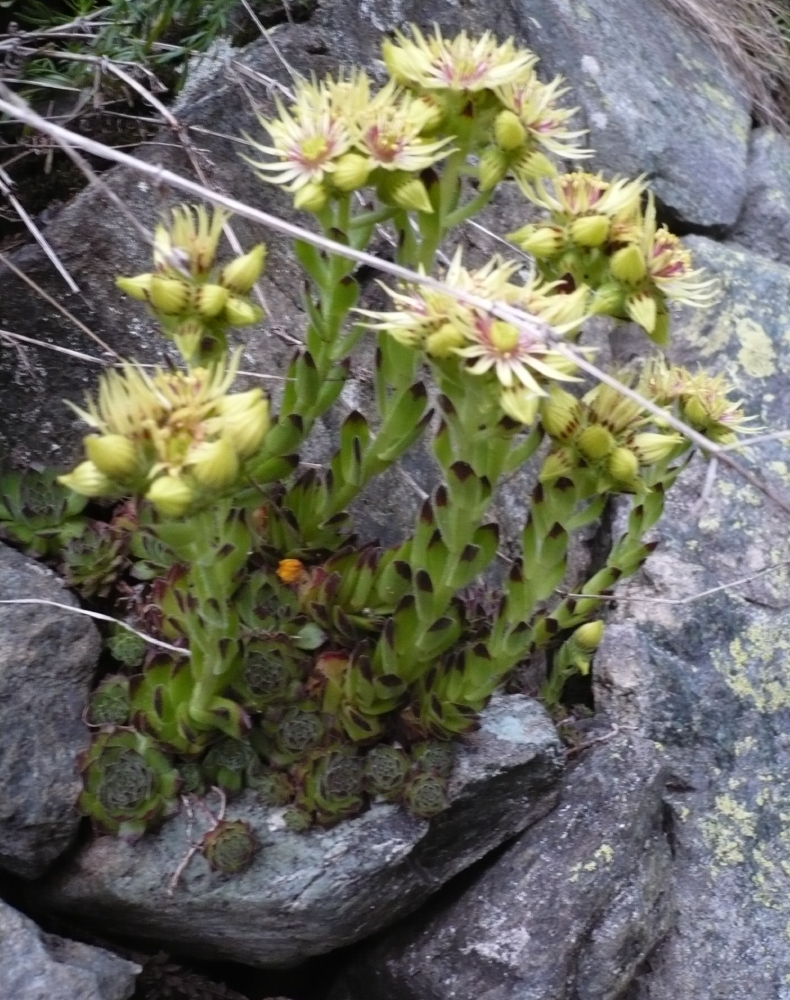
Sempervivum grandiflorum
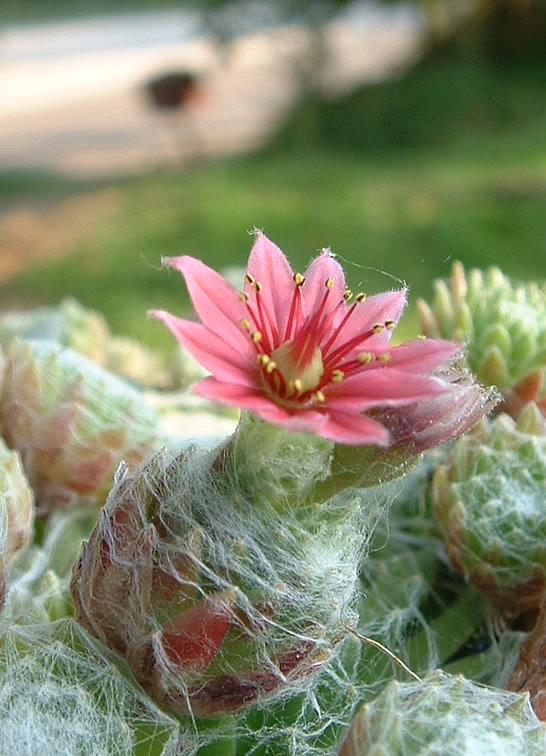
Sempervivum arachnoideum
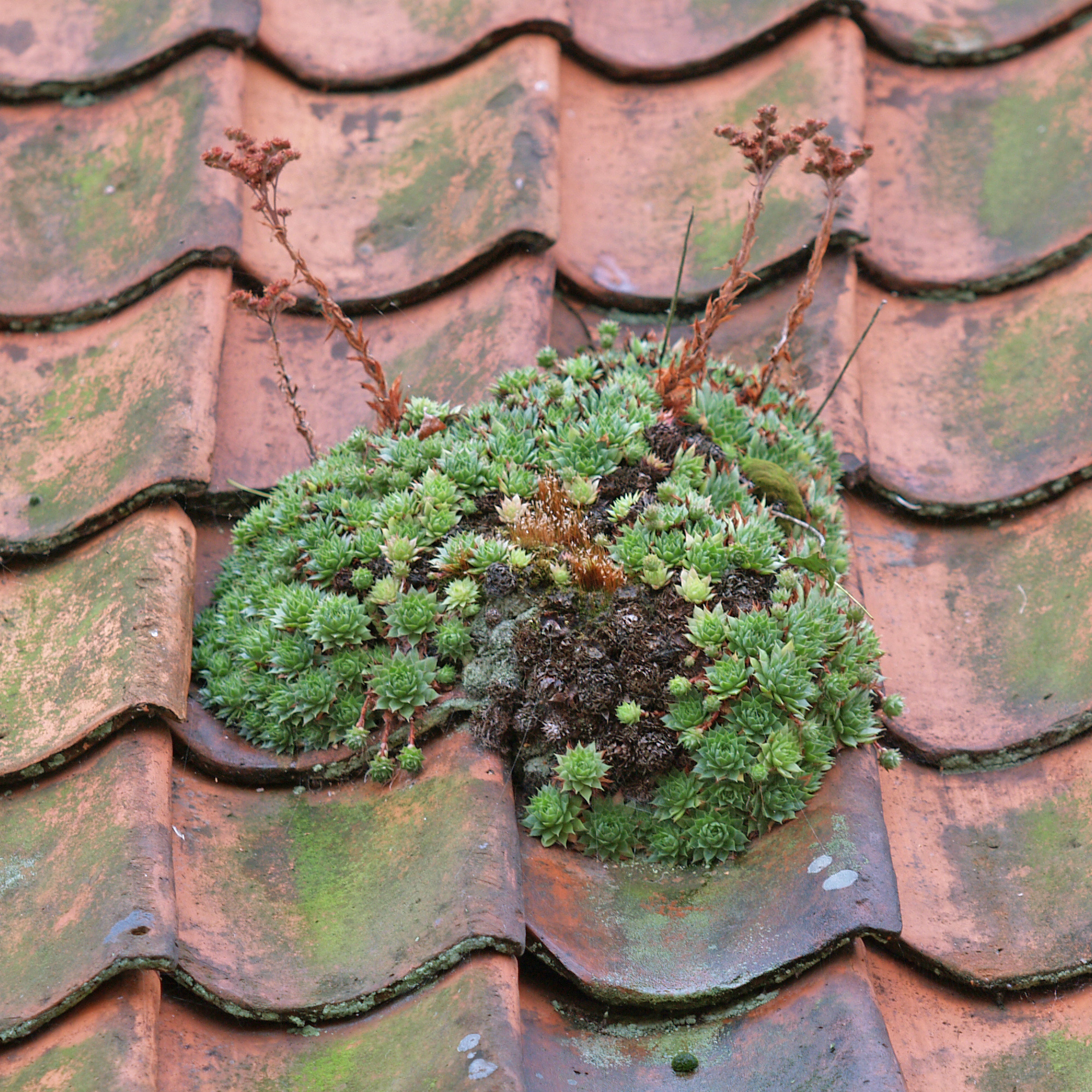
Sempervivum tectorum